# Jörg Spengler
Jörg Spengler (Remscheid, 23 de diciembre de 1938-Núremberg, 26 de noviembre de 2013) fue un deportista alemán que compitió para la RFA en vela en la clase Tornado.
Participó en los Juegos Olímpicos de Montreal 1976, obteniendo una medalla de bronce en la clase Tornado. Ganó tres medallas en el Campeonato Mundial de Tornado entre los años 1975 y 1980, y cuatro medallas en el Campeonato Europeo de Tornado entre los años 1970 y 1980.

## Palmarés internacional
| Juegos Olímpicos   | Juegos Olímpicos                   | Juegos Olímpicos  | Juegos Olímpicos |
| Año                | Lugar                              | Medalla           | Clase            |
| ------------------ | ---------------------------------- | ----------------- | ---------------- |
| 1976               | Montreal (Canadá)                  | Medalla de bronce | Tornado          |
| Campeonato Mundial |                                    |                   |                  |
| Año                | Lugar                              | Medalla           | Clase            |
| 1975               | Copenhague (Dinamarca)             | Medalla de oro    | Tornado          |
| 1977               | Long Beach (Estados Unidos)        | Medalla de oro    | Tornado          |
| 1980               | Auckland (Nueva Zelanda)           | Medalla de bronce | Tornado          |
| Campeonato Europeo |                                    |                   |                  |
| Año                | Lugar                              | Medalla           | Clase            |
| 1970               | Copenhague (Dinamarca)             | Medalla de oro    | Tornado          |
| 1976               | Medemblik (Países Bajos)           | Medalla de plata  | Tornado          |
| 1977               | Marstrand (Suecia)                 | Medalla de bronce | Tornado          |
| 1980               | Castiglione della Pescaia (Italia) | Medalla de plata  | Tornado          |